# Me has hecho perder el juicio
Me has hecho perder el juicio es una película española, estrenada el 18 de octubre de 1973, dirigida por Juan de Orduña y protagonizada por Manolo Escobar y Paca Gabaldón. En ella también participa Laly Soldevila, Ángel de Andrés, José Sazatornil, Andrés Pajares, Juanito Navarro y Florinda Chico entre otros.
Es el film que marca el ocaso de las comedias de Manolo Escobar, al tomar elementos pseudoeróticos y del landismo.

## Argumento
Manolo Montes (Manolo Escobar) quiere dedicarse a la canción, pero tiene un problema: su rostro, su voz y su estilo al cantar se parecen muchísimo al del famoso cantante Manolo Escobar, por lo que su amigo Diego (Andrés Pajares) trata de convencerlo de que debe renunciar al cante y dedicarse a actividades más lucrativas, como el mundo de los toros. Tras un estreno en la tauromaquia con poco arte por parte de Manolo, Diego tiene una nueva idea: buscar la fama a través de una demanda judicial por publicidad engañosa a una famosa marca de perfumes. Todo pinta bien, pero la directora de la compañía (Paca Gabaldón) tiene sus propias estrategias para defenderse de la mala publicidad de este posible juicio.

## Reparto
| Intérprete             | Personaje                       |
| ---------------------- | ------------------------------- |
| Manolo Escobar         | Manolo Montes Méndez            |
| Paca Gabaldón          | Ana                             |
| Antonio Casal          | Abogado                         |
| Ágata Lys              | Charo                           |
| Roberto Camardiel      | Moisés                          |
| Laly Soldevila         | Remigia                         |
| Ángel de Andrés        | Hombre en el metro              |
| Juanito Navarro        | Quinqui                         |
| Florinda Chico         | Florinda                        |
| María Silva            |                                 |
| Lola Lemos             | Edelmira                        |
| Asunción Molero        |                                 |
| Antonio Puga           |                                 |
| Ángel Terrón           |                                 |
| Débora Rey             |                                 |
| Antonio Alfonso        |                                 |
| Norma Kastel           |                                 |
| Lucio Romero           |                                 |
| José María Íñigo       | José María Íñigo                |
| Luis Barbero           | Padre de Manolo                 |
| Ernesto Vañes          |                                 |
| Carmen Martínez Sierra | Mujer con mantilla en los toros |
| José Riesgo            |                                 |
| Goyo Lebrero           | Sirviente de Moisés             |
| Roberto Daniel         | Pilar Vela                      |
| Luis Barboo            |                                 |
| Maruja Argota          |                                 |
| José Sazatornil        | Pepe                            |
| Andrés Pajares         | Diego                           |
| Agustín Bescos         |                                 |
| Mery Leyva             |                                 |
| Luis Rivera            |                                 |
| Antonio Márquez        |                                 |
| Beatriz Escudero       |                                 |
| Isabel Luque           |                                 |
| Carmen Platero         |                                 |

## ¿Dónde se rodó?
La Alcazaba, Almería, Almería
Almería
Jerez de la Frontera, Cádiz
Madrid
Navalagamella, Madrid